# 國立屏東特殊教育學校
國立屏東特殊教育學校是位在臺灣屏東縣潮州鎮的特殊教育學校。2011年設立，目前學生數142人，現任校長為鄭崴隆。

## 校史
在各界的推動下，教育部依據「特殊教育法及其施行細則」、「特教設施及人員設置標準」、「行政院研究發展考核委員會98年6月22日會綜字第092260812號函」及「部授教中(一)字第0980513260B號函」，在屏東縣潮州鎮原光春國小校地規劃設立國立屏東特殊教育學校。

98年8月1日正式成立籌備處，由林永堂先生擔任籌備處主任，於98年10月16日在國立潮州高中舉行揭牌儀式，規劃設校事宜，並於99年10月13日上午10時舉行校舍新建工程動土典禮。在教育部中部辦公室黃副主任新發、屏東縣曹縣長、立法院陳委員節如、廖委員婉汝及潘委員孟安辦公室代表、身心障礙者家長團體代表及屏東地區學校師生和與會嘉賓共同見證、祝福下，興建工程順利圓滿。

國立屏東特殊教育學校的籌設興建，代表各方對於特殊教育的重視，除了賦予閒置校地新生命，服務屏東地區身心障礙學生外，更落實了政府「一縣市一特教學校」政策目標。工程總經費為1億6,500萬元，建築物設計有行政教學大樓及多功能活動中心，為地下一層樓及地上四層樓之RC結構建物，包括普通教室15間、行政及專科教室25間，總樓地板面積為6,454平方公尺，於100年7月31日竣工。

國立屏東特殊教育學校依特殊教育法規定招收中重度以上及多重障礙身心障礙學生為優先。設校初期先行招收國小、國中及高職部，100學年度招收國小部1班、國中部2班及高職部2班共5班3學部。教職員工依據部訂「特殊教育設施及人員設置標準」規劃，約95人。屏東特殊教育學校的設立，讓屏東地區身心障礙學生可就近就學，不必再遠赴其他縣市特教學校就讀。學校提供更完善的軟、硬體設施及無障礙就學環境，讓身心障礙學生發展其優勢能力，並獲得最好的照顧與最適性的教育與安置。

國立屏東特殊教育學校課程規劃以學生為中心，充實學校專業資源，優先考量與滿足學生之特殊需求。國民教育階段課程以基本知能、生活自理為核心；高職部課程以服務群技能領域及職業教育為核心，訓練身心障礙學生獨立自主的生活能力，以順利銜接未來社區生活。

巍巍大武（山），蜿蜒高屏（溪），郁郁人文，昌黎遺風。歷經多年的努力，位於屏東縣大武山下具多元人文氣息的國立屏東特殊教育學校建校工程終於開始啟動。學校的成立代表各方對於特殊教育的重視，學校將像大武山一樣屹立不搖，永遠守護著在地的身心障礙孩子。

## 大事紀
1. 98年10月16日：舉行揭牌儀式。
2. 98年11月11日：100年新興工程先期規劃構想書訪視會議。
3. 98年11月18日：縣政府開會討論舊光春國小土地撥用事宜。
4. 99年1月4日：西棟地質鑽探報告書出爐。
5. 99年1月6日：中辦黃副座主持「研商國立屏東特殊教育學校99學年度招生規劃事宜會議」。
6. 99年3月15日：交通車六條路線規劃完成。
7. 99年3月31日：100年校務基金固定資產與無形資產建置。
8. 99年4月2日：縣府教育處長主持舊光春國小點交會議。
9. 99年9月10日：「國立屏東特殊教育學校校舍新建工程」工程上網公告招標。
10. 99年10月13日：「國立屏東特殊教育學校校舍新建工程」動土典禮暨設校宣導說明會。
11. 100年8月1日：正式設校
12. 100年8月15日：「本校校舍新建工程」竣工
13. 100年8月30日：正式開學
14. 101年5月1日：本校校設獲得內政部合格級「綠建築標章證書」綠建築標章證書字號：GB0100338
15. 106年2月1日：首任校長林永堂校長榮退，由教務主任蔡嘉峯主任暫代。
16. 106年8月1日：第二任校長許弘憲校長就職。
17. 112年8月1日：第三任校長鄭崴隆校長就職。

## 設校規模與類型
```
班級總數：依據部訂「特殊教育設施及人員設置標準」規劃：
```

- 106學年度：班級數17班，學生人數187人。
- 107學年度：班級數16班，學生人數176人。
- 108學年度：班級數16班，學生人數170人。
- 109學年度：班級數16班，學生人數165人。
- 110學年度：班級數16班，學生人數156人。
- 111學年度：班級數15班，學生人數142人。
- 112學年度：班級數15班，學生人數134人。
- 113學年度：班級數15班，學生人數142人。

## 學校類型
```
依據108年5月8日「特殊教育學校設立變更停辦合併及人員編制標準」第七條，同時設置國小部、國中部及高職部等三學部。
```

## 招生
```
自 100學年度起開始招收國小部、國中部及高職部。
```

### 招生方式
- 國中部、國小部學生依據國立特殊教育學校國民教育暨學前教育階段特殊教育學生聯合安置簡章辦理。
- 高職部依據教育部國民及學前教育署適性輔導安置簡章辦理。

### 招收對象
```
年齡21足歲以下持有中華民國身分證統一編號，經直轄市、縣/市政府特殊教育學生鑑定及就學輔導會所核發
```

- 智能障礙(中度、重度、極重度) 鑑定證明者
- 自閉症(重度、極重度) 鑑定證明者
- 含前述障礙之多重障礙鑑定證明者

## 就學費用補助
```
依據106年8月28日「教育部補助國立特殊教育學校身心障礙學生書籍制服費及伙食費要點」。
```

### 補助對象
```
家戶最近一年度所得未超過新臺幣二百二十萬元，得申請補助。
```

### 補助項目及基準
```
* 學雜費全免，並享有教育補助費。
* 書籍費：每名學生每學期八百元，按學期補助。
* 制服費：每名學生每學年一千五百元，於第一學期一次補助。
* 伙食費：每名學生每月三千三百元，按月補助，以十個月計算，七、八月不計。
* 連續請事假三天以上者，於請假期間，停發伙食費。
* 各項獎、助學金。
```

## 交通車服務
```
依據102年6月27日「全國高級中等學校身心障礙學生無法自行上下學交通費補助」。
```

### 補助對象
```
就讀本校領有身心障礙手冊且無法自行上下學之學生，且無法自行上、下學者。
```

## 住宿服務
```
以具有生活自理能力，且居住地較偏遠之學生為優先服務對象，提供男、女生各約20張床位及良好住宿環境。
```

## 進路規劃

### 就學
```
透過專業團隊合作方式，提供特殊教育評估及教學服務，如學校安置、個別化教育計畫、輔助性科技輔具應用和研發等，協助學生於畢業轉銜前，獲得充分的學習能力準備。
```

### 就業
```
運用客觀的測驗工具，評量學生的性格、興趣、性向、體能、技能與工作行為，結合地方產業與校本特色課程之訓練與輔導，增進學生就業競爭力，協助其達成最大的社會職業參與。
```

### 就養
```
依據學生生活自理、安全照顧、膳食等需求情形，與社政單位合作協助學生獲得最妥適的生活照顧及安置。
```

### 就醫
```
依據學生醫療照顧需求程度，與鄰近醫療單位合作，協助學生轉至適合的醫療院所進行治療與復健。
```

## 課程特色
- 依據學生的學習能力、興趣與就業目標，規劃適性課程，讓學生多元學習，設計出符合特殊需求學生所需之課程，並且透過課程教學與實作技能，增加學生專業知能，以提升學生之就業競爭力及生活獨立能力。
- 課程之設計及編選，皆採螺旋式課程，各領域之課程發展循序漸進，並且訂定技能領域之教學指標，規劃多元專業實務課程內容，結合社區資源，使學生所學之技能於未來就業職場能夠實際應用。
- 以個別化、適性原則，發揮輔導及轉銜的功能，垂直銜接國小、國中基本教育課程及高職畢業後社區生活環境，結合家庭、社區及職業能力之教育目標，提供全方位且無接縫教育轉銜服務，提升學生學習成就表現。
- 提供完善的軟、硬體設施及無障礙就學環境，讓身心障礙學生發展其優勢能力， 並獲得最好的照顧及最適性的教育與安置。
- 結合地區產業結構，培育具備產品加工技能領域及家務處理技能領域相關專業知識及技能之人才。

## 專業團隊服務
```
依據104年7月3日「特殊教育支援服務與專業團隊設置及實施辦法」辦理。
```

### 功能
```
因應身心障礙學生之課業學習、生活、就業轉銜等需求，結合衛生醫療、教育、社會福利、就業服務等不同專業人員，以工作團隊形式提供統整性之特殊教育及相關服務。
```

### 人員遴用
```
本校相關專業人員為
物理治療師
、
職能治療師
、社會工作師、臨床
心理師
、語言治療師及職業輔導員各一位。
```

### 服務方式
```
因應不同專業服務特質及學生特殊需求，採親師諮詢、抽離介入、入班協同及跨專業小組團體教學方式。
```